# Osamu-Tezuka-Kulturpreis
Der Osamu-Tezuka-Kulturpreis (japanisch 手塚治虫文化賞, Tezuka Osamu Bunkashō) wird jährlich im Frühsommer von der japanischen Zeitung Asahi Shimbun an herausragende Manga-Zeichner und an Personen oder Institutionen vergeben, die sich um Mangas besonders verdient gemacht haben. Benannt wurde der Preis, der seit 1997 verliehen wird, nach dem Zeichner Osamu Tezuka (1928–1989).
Die Gewinner wurden zunächst in die Kategorien Großer Manga-Preis (マンガ大賞, Manga Taishō), Preis für exzellente Manga (マンガ優秀賞, Manga Yūshū Shō), und Spezial-Preis (特別賞, Tokubetsu Shō) eingeteilt. Seit 2003 gibt es auch die Kategorien Nachwuchskünstler-Preis (新生賞, Shinsei Shō) und Kurzgeschichten-Preis (短編賞, Tampen Shō), die Kategorie Preis für exzellente Manga wurde gestrichen.
Aktuell ist der Große Manga-Preis mit einem Gewinn von zwei Millionen Yen (etwa 14.500 Euro) dotiert, alle anderen Kategorien mit einer Million Yen. Zudem erhalten alle Gewinner eine Astro-Boy-Statue in Bronze. Der einzige Zeichner, der den Preis zweimal erhalten hat, ist Naoki Urasawa. Er gewann 1999 mit Monster und 2005 mit Pluto. 2004 sollte ursprünglich Shūhō Satōs Black Jack ni Yoroshiku, eine Hommage an Tezukas Black Jack, ausgezeichnet werden. Da Satō den Preis jedoch ablehnte, ging er stattdessen an die von der Jury als Zweitplatzierte erkorene Kyōko Okazaki mit dem Manga Helter Skelter.
In der Jury waren neben mehreren Manga-Zeichnern und -Autoren auch Matt Thorn, Jaqueline Berndt und Frederik L. Schodt.

## Preisträger und Nominierte
Die Nominierungen erfolgen für den Großen Manga-Preis.

### 1997–2002
| Jahr | Großer Manga-Preis                                        | Weitere Nominierte | Preis für Exzellenz                           | Spezial-Preis                                                                              |
| ---- | --------------------------------------------------------- | --- | --------------------------------------------- | ------------------------------------------------------------------------------------------ |
| 1997 | Fujiko Fujio für Doraemon                                 | Minetarō Mochizuki für Dragon Head Taiyō Matsumoto für Ping Pong King Gonta und Hagin Yi für Sōtenkōro Takayuki Yamaguchi für Kakugo no Susume                                                                                       | Moto Hagio für Zankoku na Kami ga Shihai Suru | Toshio Naiki für das Erbauen von modernen Manga-Büchereien                                 |
| 1998 | Natsuo Sekikawa und Jirō Taniguchi für „Botchan“ no Jidai | Taiyō Matsumoto für Ping Pong King Gonta und Hagin Yi für Sōtenkōro Naoki Urasawa für Monster Rieko Saibara für Yunbokun Yū Koyama für Azumi Minoru Furuya für Ike! Inachū takkyūbu Kōji Aihara für Mujina Kentarō Miura für Berserk | Yūji Aoki für Naniwa Kin'yūdō                 | Shōtarō Ishinomori für sein langjähriges Schaffen im Bereich Manga und der Manga-Industrie |
| 1999 | Naoki Urasawa für Monster                                 | Kentarō Miura für Berserk Minetarō Mochizuki für Dragon Head Kyōko Okazaki für Untitled | Akira Sasō für Shindō                         | Natsume Fusanosuke für seine herausragende Arbeit als Manga-Kritiker                       |
| 2000 | Daijirō Morohoshi für Saiyū Yōenden                       | Kentarō Miura für Berserk Waka Mizuki für Itihāsa Hideki Arai für The World is Mine Eiichirō Oda für One Piece | Minetarō Mochizuki für Dragon Head            | Frederik L. Schodt für das Bekanntmachen von Manga in Übersee                              |
| 2001 | Reiko Okano für Onmyōji (nach Baku Yumemakura)            | Takehiko Inoue für Vagabond Kentaro Miura für Berserk Yumiko Ōshima für Gū-gū datte Neko de aru Eiichirō Oda für One Piece Kazuichi Hanawa für Keimusho no naka                                                                      | Kotobuki Shiriagari für Yajikita in Deep      | Enzan Masaharu für die Förderung der im Tokiwa-so wohnenden Zeichner                       |
| 2002 | Takehiko Inoue für Vagabond                               | Yumi Hotta und Takeshi Obata für Hikaru no Go Hideki Arai für The World is Mine Reiko Shimizu für Himitsu – Top Secret Eiichirō Oda für One Piece                                                                                    | Kentarō Miura für Berserk                     |                                                                                            |

### 2003–2018
| Jahr | Großer Manga-Preis                                                             | Weitere Nominierte | Nachwuchskünstler-Preis                              | Kurzgeschichten-Preis                                                         | Spezial-Preis                                                                 |
| ---- | ------------------------------------------------------------------------------ | --- | ---------------------------------------------------- | ----------------------------------------------------------------------------- | ----------------------------------------------------------------------------- |
| 2003 | Fumiko Takano für Kiiroi Hon                                                   | Shūhō Satō für Black Jack ni Yoroshiku Yumi Hotta und Takeshi Obata für Hikaru no Go Ichiko Ima für Hyakkiyakō Shō Tarō Minamoto für Fūnji-tachi: Bakumetsu hen Yumiko Ōshima für Gū-gū datte Neko de aru Hisaichi Ishii für Gendai shisō no sōnansha-tachi Akio Tanaka und Izō Hashimoto für Shamo | Yumi Hotta und Takeshi Obata für Hikaru no Go        | Hisaichi Ishii für Gendai shisō no sōnansha-tachi und Nono-chan               | Shigeru Mizuki für sein Schaffen als langjährig tätiger Mangaka               |
| 2004 | Kyōko Okazaki für Helter Skelter                                               | Shūhō Satō für Black Jack ni Yoroshiku Ai Yazawa für Nana Takashi Morimoto für Naniwa Dorai Hon Satoshi Fukushima für Shonen Shojo Hiromu Arakawa für Fullmetal Alchemist Chika Umino für Honey and Clover Ryōko Yamagishi für Maihime Terpsichore Yamato Suzuki für Manga kidō oku no hosomichi | Takashi Morimoto für Naniwa Dorai Hon                | Risu Akizuki für ihr Gesamtwerk (darunter OL Shinkaron)                       | Tarō Minamoto für seine Leistungen im Bereich historische Manga               |
| 2005 | Naoki Urasawa für Pluto (nach Osamu Tezuka)                                    | Hitoshi Iwaaki für Historie Yōko Kondō für Suikyō kitan Tomoko Ninomiya für Nodame Cantabile Ryōko Yamagishi für Maihime Terpsichore Fumiyo Kōno für Yūnagi no machi, Sakura no kuni Tobira Oda für Danchi tomō Ichiko Ima für Hyakkiyakō Shō Takehiko Inoue für Real | Fumiyo Kōno für Yūnagi no machi, Sakura no kuni      | Rieko Saibara für Mainichi Kaasan und Jōkyō Monogatari                        | Museum der Stadt Kawasaki                                                     |
| 2006 | Hideo Azuma für Der Ausreißer                                                  | Akimi Yoshida für Eve no Nemuri Okawara Ton für Ōsama no Shitateya Ai Yazawa für Nana Tomoko Ninomiya für Nodame Cantabile Moyoco Anno für Hataraki Man Hitoshi Iwaaki für Historie Masayuki Ishikawa für Moyashimon Takehiko Inoue für Real Daisuke Igarashi für Little Forest | Asa Higuchi für Ōkiku furikabutte                    | Risa Itō für Onna Ippiki Neko Futari, Oi Pitan!! und Onna no Mado             | Ono Kōsei für das langjährige Bekanntmachen von ausländischen Comics in Japan |
| 2007 | Ryōko Yamagishi für Maihime Terpsichore                                        | Fumi Yoshinaga für Ōoku Hiromi Morishita für Ōsaka Hamlet Yū Itō und Daisuke Satō für Kōkoku no shugo sha Tobira Oda für Danchi tomō Tsugumi Ōba und Takeshi Obata für Death Note Yoshihiro Yamada für Heugemono Masayuki Ishikawa für Moyashimon | Nobuhisa Nozoe und Kazuhiro Iwata für Shinsei Kigeki | Hiromi Morishita für Ōsaka Hamlet                                             |                                                                               |
| 2008 | Masayuki Ishikawa für Moyashimon                                               | Akimi Yoshida für Umimachi Diary Fumi Yoshinaga für Ōoku Ai Yazawa für Nana Yokusaru Shibata für Hachiwan Diver Shōhei Manabe für Yamikin Ushijima-kun Daisuke Igarashi für Kaijū no Kodomo Kiyohiko Azuma für Yotsuba&! Yoshitō Asari für Lucu Lucu Naoki Yamamoto für Red | Toranosuke Shimada für Träumerei                     | Yumiko Ōshima für Gū-gū datte Neko de aru                                     | Internationales Institut für Kinderbücher in der Präfektur Osaka              |
| 2009 | Fumi Yoshinaga für Ōoku Yoshihiro Tatsumi für Gekiga Hyōryū                    | Akimi Yoshida für Umimachi Diary Fusako Kuramochi für Eki kara 5-bun Hikaru Nakamura für Saint Onīsan Daisuke Igarashi für Kaijū no Kodomo Akira Sasō für Maestro | Hikaru Nakamura für Saint Onīsan                     | Suehiro Maruo für Panorama Tōkitan                                            |                                                                               |
| 2010 | Yoshihiro Yamada für Heugemono                                                 | Ranjō Miyake für Imuri Mikio Igarashi für Kamurobamura-e Fumiyo Kōno für Kono Sekai no Katasumini Akiko Higashimura für Himawari - Kenichi Legend Shōhei Manabe für Yamikin Ushijima-kun | Haruko Ichikawa für Mushi to Uta                     | Mari Yamazaki für Thermae Romae                                               | Yoshihiro Yonezawa (1953–2006), Mitbegründer des Comic Market                 |
| 2011 | Motoka Murakami für Jin Issei Eifuku und Taiyō Matsumoto für Takemitsu Zamurai | Yōko Kondō für Ōma ga Hashi Takayuki Yamaguchi und Norio Nanjo für Shigurui Tatsuhiko Yamagami für Chūshun Komawari-kun Makoto Kubota für Tentai Senshi Sunred Hiromu Arakawa für Fullmetal Alchemist Ami Sugimoto für Fantasium | Hiromu Arakawa für Fullmetal Alchemist               | Keisuke Yamashina für C-kyū Salaryman Kōza, Papa wa Nanda ka Wakaranai, u. a. |                                                                               |
| 2012 | Hitoshi Iwaaki für Histoire                                                    | Mikio Igarashi für I Kotobuki Shiriagari für Ano Hi Kara no Manga Chika Umino für Sangatsu no Raion Hajime Isayama für Shingeki no Kyojin Yuki Suetsugu für Chihayafuru | Yū Itō für Shut Hell                                 | Roswell Hosoki für Sake no Hosomichi und andere Titel                         | Eine Ausgabe des Weekly Shōnen Jump                                           |
| 2013 | Yasuhisa Hara für Kingdom                                                      | Mikio Igarashi für I Hiromu Arakawa für Gin no Saji: Silver Spoon Chica Umino für March Comes in like a Lion Haruko Kumota für Shōwa Genroku Rakugo Shinjū Rensuke Oshikiri für Hi Score Girl Tatsuhiko Yamagami und Mikio Igarashi für Hitsuji no Ki | Miki Yamamoto für Sunny Sunny Ann!                   | Yoshiie Gōda für Kikai-Jikake no Ai                                           |                                                                               |
| 2014 | Chica Umino für March Comes in like a Lion                                     | Mikio Igarashi für I Gamon Sakurai für Ajin – Demi-Human Yusei Matsui für Assassination Classroom Shinichi Sakamoto für Innocent Chūya Koyama für Uchū Kyōdai Masato Hisa für Area 51 Kazune Kawahara und Aruko für Ore Monogatari!! Hiromu Arakawa für Gin no Saji: Silver Spoon Yoshitoki Ooima für Koe no Katachi Kazuo Koike und Takao Saitō für Golgo 13 Kazuyoshi Takeda für Sayonara Tamachan Hideo Azuma für Shissō Nikki 2: Aruchū Byōtō Naoko Matsuda für Jūhan Shuttai! Kazuya Konomoto für Seto Utsumi Jōkura Koji für Chaser Tatsuhiko Yamagami und Mikio Igarashi für Hitsuji no Ki Masanori Morita für Beshari Gurashi Kei Sanbe für Boku Dake ga Inai Machi Wataru Watanabe für Yowamushi Pedal | Machiko Kyō für Mitsuami no Kamisama                 | Yūki Shikawa für Onnoji                                                       | Fujiko Fujio für Manga Michi und Ai... Shirisomeshi Koro ni...                |
| 2015 | Yoiko Hoshi für Aisawa Riku                                                    | Kazuhiko Shimamoto für Aoi Honō Yusei Matsui für Assassination Classroom Hiromu Arakawa für Gin no Saji: Silver Spoon Yasumi Tsuhara für Goshiki no Fune Jōkura Kōji für Chaser Masashi Kishimoto für Naruto Hajime Toda für Heisei Uro Oboe Zōshi | Yoshitoki Ōima für A Silent Voice                    | Sensha Yoshida                                                                | Chikako Mitsuhashi für Chiisana Koi no Monogatari                             |
| 2016 | Kei Ichinoseki für Hanagami Sharaku Kiyohiko Azuma für Yotsuba&!               | Ichigo Takano für Orange Satoru Noda für Golden Kamuy Masayuki Kusumi und Jiro Taniguchi für Der Gourmet – Von der Kunst allein zu genießen Yuki Suetsugu für Chihayafuru Kan Takahama für Cho-no-Michiyuki | Yuki Andō für Machida-kun no Sekai                   | Tatsuya Nakazaki für Jimihen                                                  | Kyōto International Manga Museum zum 10. Jubiläum                             |
| 2017 | Fusako Kuramochi für Hana ni Sumo                                              | Abi Umeda für Kujira no Ko-ra wa Sajō ni Utau Satoru Noda für Golden Kamuy Kan Takahama für Sad Girl Niwa Tanba für Tokusatsu Gagaga Yūko Ōtsuki für Dokonjō Gaeru no Musume Yukinobu Hoshino für Rainman | Haruko Kumota für Shōwa Genroku Rakugo Shinjū        | Kaoru Fukaya für Yomawaro Neko                                                | Osamu Akimoto für Kochira Katsushika-ku Kameari-kōen Mae Hashutsujo           |
| 2018 | Satoru Noda für Golden Kamuy                                                   | Ark Performance für Arpeggio of Blue Steel Keiichi Tanaka für "Utsunuke" Utsu Tunnel o Nuketa Hito-tachi Gō Tanabe für Kūki no Sanmyaku ni te Yūki Ozawa für Sanju Mariko Akane Torikai für Sensei no Shiroi Uso Masakazu Ishiguro für Soredemo Machi wa Mawatteiru Shinichi Ishizuka für Blue Giant Philippe Nicloux für Matsumoto Kaiu Shirai und Posuka Demizu für The Promised Neverland | Paru Itagaki für Beastars                            | Tarō Yabe für Oya-san to Boku                                                 | Tetsuya Chiba                                                                 |